# Abbazia di San Niceta
L'abbazia di San Niceta si trova a Melendugno in provincia di Lecce. È dedicata a san Niceta martire, protettore di Melendugno, che fu messo al rogo per la sua fede cattolica per ordine del re ariano Atanarico.

## Descrizione
Secondo le fonti dello storico Ferrari, sarebbe stata fondata nel 1167 da Tancredi d'Altavilla e fu retta dai monaci basiliani. Tuttavia, il più antico documento che fa riferimento al monastero Sancti Niceti, liciensis Diocesis è del 1324 e riguarda le decime pontificie, quando l'insediamento non dipendeva ancora dal celebre monastero di San Nicola di Casole, presso Otranto, dipendenza attestata inequivocabilmente da un documento del 1392; tra queste due date, una notizia documenta che nel 1365 il monaco di rito greco Gregorio di San Nicola di Casole era abate di San Niceta.
Oggi del complesso monastico rimane la chiesa, mentre del monastero è ancora visibile qualche frammento nella zona presbiteriale.
La chiesa ha una grande sala rettangolare con volta a botte, dal sesto leggermente ribassato con in fondo un presbiterio quadrato (3,20 x 3,20) dal quale si accede alla sagrestia di forma rettangolare; interessanti due nicchie con decorazioni vegetali, che risalgono a degli esempi salentini della seconda metà del XIV secolo.
Le attuali mura laterali hanno tre archi gotici che si addossano alla primitiva muratura tanto da occultare le finestre; questi sostengono la copertura a volta, che probabilmente sostituisce l'originaria copertura a tetto. Questo cambiamento interno restrinse la sala di circa due metri lateralmente, ma ciò che risulta essere più interessante è la lunghezza interna della struttura. La ristrutturazione gotica deve essere avvenuta intorno alla fine del '400, ipotesi confermata dalla datazione dei trittici affrescati nelle arcate della parete sinistra.
Cominciando dalla prima arcata sono raffigurati sant'Antonio da Padova a destra, san Paolo al centro, san Nicola a sinistra, con una impostazione tipicamente quattrocentesca. Nell'arcata centrale si distingue una santa di difficile identificazione, una crocifissione e san Rocco. L'ultima arcata ospita gli affreschi della Madonna col Bambino, di san Vito e di sant'Antonio Abate. In fondo alla parete del coro si trovano gli affreschi datati per ben due volte al 1563: la crocifissione con la Vergine e san Giovanni Evangelista, il Cristo piagato con l'iscrizione Mors mea vita tua e la Madonna di Loreto raffigurata col Bambino in braccio, secondo la tradizionale iconografia.